# 代針筆
代針筆是工程製圖及漫畫用工具，類似簽字筆，但是有些可以防水，顏色也比較黑。
作工程製圖用途使用時，是作為針筆的代用品，墨色不若針筆般飽和濃黑，在較粗（0.8mm以上）及較細（0.2mm以下）的線條表現上，也不若針筆的粗細一致且穩定，但因價格遠較針筆便宜，使用時也無填墨或漏墨的困擾，已相當廣泛地被學生或其他需要手繪製圖的情況下使用。
作漫畫用途使用時，可以用來畫主線、背景、框線，最常用來畫框線，也有些漫畫家會用來畫主線，代針筆因其粗細一致的特色，缺少沾水筆具粗細變化可顯示力道的優點，但是卻不需要一直沾墨水，使用較方便。需要至美術社或大型書局購買。現在廣泛度逐漸提高，部分小型的書局亦可見到。

## 代針筆的使用簡介
作工程製圖使用時，因其代用品特性，延續針筆的使用方法，以將筆頭垂直於紙面、施力均勻地繪製線條為最佳使用方式。若筆身傾斜，仍有可能畫出粗細不一致的線條，但在使用0.3mm至0.5mm的筆頭時並不明顯。
0.1以下的代針筆，筆頭非常細，雖不至於像針筆一樣細如髮絲，不過只要一用力畫，或者是摔到，都有可能使整支筆頭斷掉或彎折。至於0.2、0.3的代針筆，筆較粗一點，常常會使用到，不過也是怕摔及畫得太用力，不正確使用都會使筆頭的壽命縮短。雖然一般0.5的鉛筆讓人感覺很細，不過使用代針筆時，因為是黑色，又不像鉛筆可以畫出淡、深的線條，也常常因為我們筆壓大的關係，在圖紙上會覺得粗，因此畫人物也很少使用0.5的筆，只要在粗粗的地方或者是Q版人物需要粗框才會使用到，不然線條擠在一起，根本看不出圖畫的內容以及重點。

## 代針筆的品牌
- Artline
- COPIC
- DELETER
- Faber-Castell
- MARVY UCHIDA
- Pentel
- Pilot
- ROTRIN
- STAEDTLER
- UNI
- UCHIDA
- SAKURA
- 雄獅

## 筆頭粗細
大部份常見的筆頭粗細為 0.03 ~ 1.0 mm。
在作為工程製圖使用時，同針筆一樣通常選擇相差0.2mm以上的四種筆寬來製圖，如0.1mm、0.3mm、0.5mm、0.8mm為一組，或0.05mm、0.2mm、0.5mm、1.0mm為一組…並無強制規定，但須能分出工程製圖規則的輕線、重線。
若作漫畫用途，框線可以用細一點的，背景也不需要太粗，人物要顯的粗一點，可以用0.2或0.3，有些品牌的代針筆也有販售0.03和0.05的筆頭，可以用來畫框線，不過通常都需要到美術社才買得到，價格可能也會比小牌的代針筆貴。
代針筆的筆頭大小以及使用地方都只是一個參考，並非一定的作法，只是許多漫畫家累積下來的經驗，因此也可以因為個人習慣作一些改變，如果很喜歡粗線條，用0.5來描主線也是可以，一張圖畫要求美觀，不只是看線條的粗細，最重要的還是畫家的畫工。

## 和其他筆的比較
- 針筆：有時二者都稱作「針管筆」，須注意區分。代針筆是針筆的代用品，可理解為一次性針筆，墨色不若針筆般飽和濃黑，在較粗（0.8mm以上）及較細（0.2mm以下）的線條表現上，也不若針筆的粗細一致且穩定，但價格遠較針筆便宜，使用前也無須灌墨。
- 沾水筆：使用較麻煩。優點是因為施力不同而能繪出有粗細變化、富有彈性或情感表現的線條。分成很多種筆尖，可以畫出非常細膩的人物，不過常常要沾墨汁，畫起來也費時間。相較之下，代針筆相當便利，開蓋就可以使用，不過因為缺少線條粗細的豐富變化，許多漫畫家只拿來當作彩稿或簽名版的主線，漫畫還是以使用沾水筆為主。
- 中性筆：筆頭大小大多只有0.5或0.38、0.4等等，不像代針筆有非常多種的筆頭，而且有時碰到鉛筆線也很難畫，碰到水還會暈開。
- 簽字筆：顏色不夠黑，筆頭大小大多只有0.5，碰到水也會暈開。